# Phaciocephalus marpsias
Phaciocephalus marpsias är en insektsart som beskrevs av Ronald Gordon Fennah 1950. Phaciocephalus marpsias ingår i släktet Phaciocephalus och familjen Derbidae. Inga underarter finns listade i Catalogue of Life.